# سيزار رو
سيزار رو هو جراح وطبيب سويسري، ولد في 23 مارس 1857 في Mont-la-Ville ‏ في سويسرا، وتوفي في 21 ديسمبر 1934 في لوزان في سويسرا.